# ウェブエクスペリエンスマネジメント
ウェブエクスペリエンスマネジメント (Web Experience Management, WEM) とは、Web上でのユーザー体験を管理し、ユーザから見た組織のWebプレゼンスを高めることである。WEMはこのプロセスを合理化するために様々なツールを提供している。

## 概要
2009年頃からコンテンツ管理システム (CMS)、Web Content Management (WCM) 製品群の次のキーワードとして一般的に普及してきた言葉である。主にエンタープライズ向けではあるが、実際にWEMあるいはWeb Experienceというキーワードを製品及び製品紹介の一部に組み込んでいるベンダーも多く存在する。
WEMの特長は、Webオンライン上でのオーディエンスが体験すること全体を管理していくことを目的としていることを強調している点であり、CGMも管理対象としている点が既存のWCM製品との大きな違いとなっている。